# 997 Priska
A 997 Priska (ideiglenes jelöléssel 1923 NR) a Naprendszer kisbolygóövében található aszteroida. Karl Wilhelm Reinmuth fedezte fel 1923. július 12-én, Heidelbergben.